# シティズ
株式会社シティズは、かつて存在した日本の貸金業者。商工ローンを扱っていた。

## 概要
2002年（平成14年）7月8日に、消費者金融大手アイフルが子会社化することで合意し、アイフルが株式取得と同年10月1日付の株式交換で持株会社を子会社化したことで、アイフルグループ入りしている。訴訟法務に強く、みなし弁済の主張で有名である。かつて橋下徹が顧問弁護士を務めていた。
2011年（平成23年）7月1日に、親会社のアイフルに吸収合併され、解散した。当初は同年4月1日に合併を計画していたが、業績への影響を見極めるため3か月遅らせる事になった。

## シティズ判決
かつてグレーゾーン金利（29% - 40%）で貸付業務を行っていたが、通常の貸金業者が払いすぎた利息の返還に応じていたのに対し、シティズは貸金業法17条書面及び18条書面の交付によって、「みなし弁済」を主張して、過払い利息の返還に応じず、圧倒的に多数の裁判でも勝利してきた。
しかしながら、鳥取県の男性に年29%の利息で300万円を貸した契約に関する裁判で、2006年（平成18年）1月13日に最高裁第二小法廷（中川了滋裁判長）の「上限を超える金利について、事実上強制されて支払った場合、特段の事情がない限り、無効」という判断により、敗訴した。この判決（いわゆる「シティズ判決」）等の最高裁判決によって、みなし弁済の成立する余地はほぼ無くなり、グレーゾーン金利での貸し出しは実質的に無効となっている。ただし、シティズは『シティズ判決』に従って、契約書の期限の利益喪失約款を変更しており、変更後の契約については、みなし弁済の成立を認めた下級審判決が存在する。

## 期限の利益喪失の主張
みなし弁済の成立しないことを前提とする利息制限法の引きなおし計算では、期限の利益喪失の主張を裁判上で行い、最高裁判所において勝訴と敗訴の両方の判決を得ている。
- 期限の利益の喪失の宥恕、再度期限の利益を付与したか否かの争点については、2009年4月14日には最高裁第三小法廷が原審を東京高等裁判所とする平成19(受)996号 貸金請求本訴，損害賠償等請求反訴事件において「貸金業者が，借主に対し，期限の利益の喪失を宥恕し，再度期限の利益を付与したとした原審の判断に違法がある」と判断して、勝訴した。
- 期限の利益の喪失の主張が信義則に反するかの争点については、2009年9月11日に最高裁判所第二小法廷が原審を高松高等裁判所とする平成19(受)1128号貸金等請求本訴，不当利得返還請求反訴事件においては「貸金業者において，特約に基づき借主が期限の利益を喪失した旨主張することが，信義則に反し許されないとした原審の判断に違法がある」と判断し、シティズは勝訴する一方、同じ2009年9月11日に同じく最高裁判所第二小法廷が原審を大阪高等裁判所とする平成21(受)138号不当利得返還請求事件においては「貸金業者において，特約に基づき借主が期限の利益を喪失した旨主張することが，信義則に反し許されない」と判断し、シティズは敗訴した。この2つの異なる判決の解釈については、平成19(受)1128号判決を原則的な場合についての判断であり、平成21(受)138号は特殊な事例についての判断であるとする見解が存在する[7]。

## 沿革
- 1959年10月 - 有限会社マルタ商事として創業
- 1969年5月 - 株式会社に改組。
- 1989年7月 - 株式会社シティズに商号変更[1]。
- 2002年10月 - アイフルにより完全子会社化。本社を熊本市から京都市へ移転。
- 2009年3月 - 全店舗を閉鎖して、管理センターへの一元化を行う。 2009年3月19日に全店舗を閉鎖し、今後の業務は滋賀県草津市のアイフルコンタクトセンター西日本内にある管理センターに一元化される。また、公式ウェブサイトでは企業情報のみが掲載されており、新規の貸し付け希望はアイフルのサイトへ誘導する措置をとっている。
- 2011年7月1日 - アイフルに吸収合併され、解散。